# San Marcos (Texas)
Pour les articles homonymes, voir San Marcos.
La ville de San Marcos  (en anglais [ˌsæn ˈmɑːrkəs]) est le siège du comté de Hays, dans l’État du Texas, aux États-Unis. San Marcos s’étend aussi sur les comtés de Caldwell et Guadalupe. Sa population s’élevait à 44 894 habitants lors du recensement de 2010, estimée à 61 980 habitants en 2016.

## Personnalités liées à la ville
- le musicien de jazz Eddie Durham (1906-1987) est né à San Marcos.
- le dessinateur Charles Barsotti (1933-2014) est né à San Marcos.
- le basketteur Lucious Jackson (1941-2022) est né à San Marcos.
- l'actrice Shirley Knight y a habité et décédée.

## Source
- (en) Cet article est partiellement ou en totalité issu de l’article de Wikipédia en anglais intitulé « San Marcos, Texas » (voir la liste des auteurs).